# Raión de Zheleznogorsk
El raión de Zheleznogorsk (ruso: Железного́рский райо́н) es un distrito administrativo y municipal (raión) ruso perteneciente a la óblast de Kursk. Se ubica en el noroeste de la óblast. Su sede administrativa es Zheleznogorsk, que no forma parte del raión, al estar constituida como un ókrug urbano.
En 2021, el raión tenía una población de 15 478 habitantes.
El raión es limítrofe al norte con la óblast de Oriol. El territorio de Zheleznogorsk se ubica al norte del raión y también limita al norte con dicha óblast.

## Subdivisiones
Comprende el asentamiento de tipo urbano de Magnitni (que forma un ayuntamiento urbano sin pedanías) y 110 localidades rurales. A efectos de autogobierno local (descentralización), estas últimas se agrupan en doce asentamientos rurales, que reciben el nombre tradicional de selsovet (сельсовет), y que son los siguientes:
- Andrósovo
- Vereténino
- Vólkovo
- Gorodnoye
- Karmánovo
- Linets
- Mijáilovka
- Novoandrósovo
- Razvetye
- Rýshkovo
- Studenok
- Tróitskoye

El actual mapa de autogobierno local data de varias fusiones de ayuntamientos que tuvieron lugar en 2010 y 2017. Sin embargo, a efectos de división territorial de los órganos internos federales y de la óblast (desconcentración), se sigue dividiendo en los diecinueve gobiernos locales que se habían definido en 2004, y que crearon sus ayuntamientos conforme a dicho mapa en 2006. Los seis selsovety que siguen existiendo como áreas administrativas, pero desde 2010-2017 sin ayuntamiento, son:

- Rastogor (integrado en 2010 en Razvetye)
- Kopionki (integrado en 2017 en Gorodnoye)
- Snetskoye (integrado en 2017 en Karmánovo)
- Nízhneye Zhdánovo (integrado en 2017 en Linets)
- Básovo (integrado en 2017 en Rýshkovo)
- Troyánovo (integrado en 2017 en Studenok)